# Jacques Robert de Conantre
Pour les articles homonymes, voir Jacques Robert et Robert.
Jacques Robert de Conantre (ou Jacques Robert), né le 29 octobre 1754 à Paris et mort le 18 mars 1809 à Alexandrie (Marengo), est un homme militaire et haut fonctionnaire français.  

## Biographie
Jacques Robert est le fils de Claude-Henri Robert-Conantre, capitaine au régiment de Berry-Infanterie, régiment incorporé en 1762 au régiment d'Aquitaine. Robert entre le 4 mars 1772 à 17 ans comme volontaire à ce même régiment d'Aquitaine (infanterie). Il est promu au rang de sous-lieutenant sans appointements le 24 mars 1775 et sous-lieutenant le 26 août 1775. 
En 1776, le régiment d'Aquitaine est dédoublé, ses 2e et 4e bataillons formant le régiment d'Anjou et Robert devient sous-lieutenant de chasseurs au régiment d'Anjou lors de sa formation le 7 juin 1776 ; il est promu lieutenant en 2° le 7 juillet 1781 et lieutenant en l° 29 mai 1784.
Par la loi du 16 février 1791, la gendarmerie nationale française est créée. Quelques mois plus tard, le 15 juin 1791, Robert devient lieutenant de gendarmerie nationale dans le département d'Indre-et-Loire où il est promu capitaine le 15 septembre suivant. 
Le 18 mai 1792, il devient aide de camp de Jacques Henri de Moreton de Chabrillan, général de brigade du corps d'armée du Nord.
Il devient ensuite Chef du 3e bataillon des volontaires nationaux du département d'Indre-et-Loire lors de sa formation le 26 septembre 1792. 
Par la réorganisation des corps d'infanterie français il devient Chef de brigade de la 139e demi-brigade d'infanterie de première formation lors de sa formation le 23 prairial an II (11 juin 1794). Toujours par réorganisation, il devient le 9 prairial an V (28 mai 1797) chef de brigade de la 21e demi-brigade, où il sert jusqu'au 1er germinal an VIII (22 mars 1800). Il quitte le corps d’infanterie au moment de sa nomination de sous-inspecteur aux revues (fonction au rang de colonel, créée par décret du 26 ventôse an VIII (25 mars 1800)) fin mars 1800. 
Il est inspecteur aux revues (au rang de général de brigade) au moment de sa nomination de préfet de l’Ardèche, le 11 brumaire an X (2 novembre 1801). Il est nommé préfet du département de Marengo le 7 mars 1806, choisi pour son passé de militaire, et où il est considéré « un excellent homme, un très-bon administrateur » . Il meurt à Alexandrie aux suites d’une maladie le 18 mars 1809.

## Décorations
Chevalier de la legion d'honneur.